# Trachycrusus lescheni
Trachycrusus lescheni là một loài bọ cánh cứng trong họ Hybosoridae. Loài này được Howden & Gill miêu tả khoa học năm 1995.